# 二式炮戰車
二式炮戰車（二式砲戦車 ホイ（にしき　ほせんしゃ　ほい））是一款日本於二戰期間生產的支援坦克。二式炮戰車屬於一式中战车的一種衍生型號。與納粹德國四號坦克的早期型相似，二式炮戰車裝備了一門短身管的75毫米火炮。實戰中二式炮戰車主要有兩個用途：一是爲日軍的中型坦克提供近程火力支援，二是對敵方的反坦克防禦工事進行火力打擊。

## 歷史
二式炮戰車的項目始於1937年。日軍高層在分析中國東北地區的作戰經驗後意識到，一款裝備大口徑火炮的裝甲載具能在實戰中能發揮很大作用，因爲這樣的載具能對碉堡等防禦工事進行有效打擊，而當時日軍裝甲部隊裝備的低炮口初速度的57毫米坦克炮以及高炮口初速度的47毫米坦克炮都無法對這樣的目標進行有效打擊。爲了讓二式炮戰車能融入當時日軍裝甲部隊的編制，日方決定將四一式75毫米山炮裝上九七式中型坦克。1940年，日方以四一式山炮爲基礎，研發出九九式75毫米坦克炮。1942年，日方成功將九九式75毫米坦克炮裝在了九七式改中型坦克的炮塔上，完成了二式炮戰車的研製。按照設計，二式炮戰車的主要作用是提供火力支援。二式炮戰車主要被部署在戰車連隊（團）下的炮戰車中隊（連）中。

## 設計

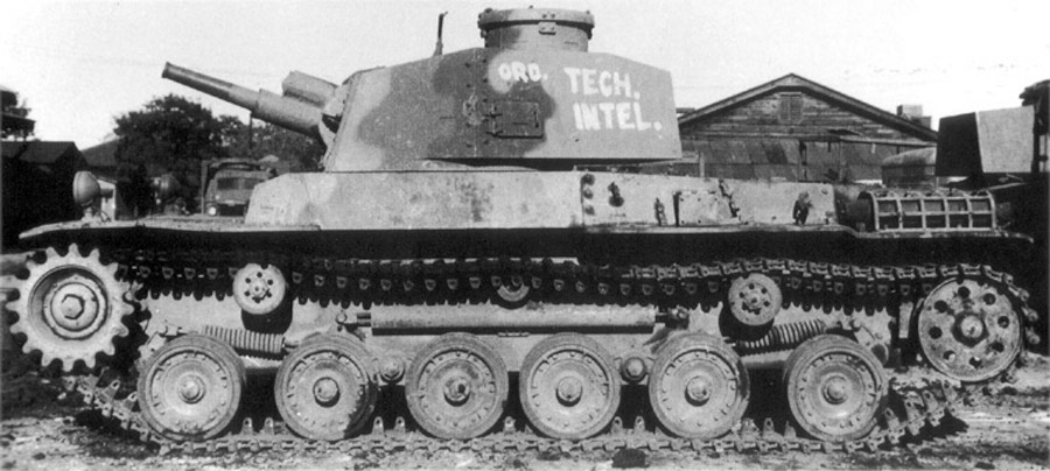
二式炮戰車，從側面拍攝得

二式炮戰車的主炮是一門九九式75毫米坦克炮（安裝在能360度迴旋的炮塔上），另有一挺安裝於車體上前方的7.7毫米九七式輕機槍。
二式炮戰車的試驗車一度使用九七式中型坦克的底盤，但最後改爲使用一式中型坦克的底盤。

## 作戰記錄
二式炮戰車的生產因爲工業原材料短缺及美軍的戰略轟炸而受阻。只有31輛二式炮戰車通過改造一式中戰車的方式下線。1944年底，三菱重工的東京工廠因爲設備受損無法再進行大規模生產，二式炮戰車也隨之停產。二式炮戰車最初計畫用於本土決戰之中。但日本方面最終選擇在盟軍入侵本土前投降，因此二式炮戰車截至二戰結束也沒有作戰記錄。

## 流行文化

### 電子遊戲
- 《戰爭雷霆》
- 《戰車世界》
- 《應徵入伍》